# Dankowice (gromada w powiecie oświęcimskim)
Dankowice – dawna gromada, czyli najmniejsza jednostka podziału terytorialnego Polskiej Rzeczypospolitej Ludowej w latach 1954–1972.
Gromady, z gromadzkimi radami narodowymi (GRN) jako organami władzy najniższego stopnia na wsi, funkcjonowały od reformy reorganizującej administrację wiejską przeprowadzonej jesienią 1954 do momentu ich zniesienia z dniem 1 stycznia 1973, tym samym wypierając organizację gminną w latach 1954–1972.
Gromadę Dankowice z siedzibą GRN w Dankowicach utworzono – jako jedną z 8759 gromad na obszarze Polski – w powiecie oświęcimskim w woj. krakowskim, na mocy uchwały nr 20/IV/54 WRN w Krakowie z dnia 6 października 1954. W skład jednostki wszedł obszar dotychczasowej gromady Dankowice ze zniesionej gminy Wilamowice w tymże powiecie. Dla gromady ustalono 17 członków gromadzkiej rady narodowej.
31 grudnia 1961 do gromady Dankowice przyłączono obszar zniesionej gromady Stara Wieś.
Gromada przetrwała do końca 1972 roku, czyli do kolejnej reformy gminnej.